# Rio das Flores
Rio das Flores é um município do estado do Rio de Janeiro, no Brasil. Fica a uma altitude de 525 metros. Segundo o Censo do IBGE 2022, a cidade tem 8.954 habitantes. Estende-se por uma área de 477,662 km², distribuídos em quatro distritos: Rio das Flores (sede), Manuel Duarte (2º distrito), Taboas (3º distrito) e Abarracamento (4º distrito).

## História
Antes da chegada dos primeiros colonizadores portugueses, no século XVI, a região era habitada pelos índios puris. Ela começou a ser colonizada mais intensamente a partir do século XIX, durante o Ciclo do Café. Em 1851, construiu-se uma capela dedicada a Santa Teresa, instituindo a Freguesia de Santa Teresa de Valença, então distrito de Marquês de Valença. A região começou a enriquecer muito com as lavouras de café, ao ponto de, em 1882, ser inaugurada a estação ferroviária da Estrada de Ferro Rio das Flores e, em 1890, se emancipar do município de Valença, tornando-se a Vila de Santa Teresa.
Devido à Lei Áurea e à crise econômica do primeiro ciclo cafeicultor, a cidade foi entrando em declínio, sofrendo acentuado êxodo e gradual câmbio do foco produtor para o setor pastoril. Em 1929, a vila foi elevada à condição de cidade (decreto que foi assinado por João Simões) e, em 1943, passou a se chamar "cidade de Rio das Flores". Atualmente, tem a sua economia baseada na agropecuária e no turismo.

## Rio-florenses ilustres
- Yvonne do Amaral Pereira - médium espírita e escritora.
- Edir Macedo Bezerra - bispo evangélico e escritor

## Turismo
Rio das Flores faz parte da região turística do Vale do Café, possuindo fazendas históricas que prosperaram durante o Ciclo do Café no século XIX e trouxeram desenvolvimento econômico para a região, além de edificações históricas como a Igreja Matriz de Santa Teresa d'Ávila (local de batismo de Santos Dumont e de sua irmã Sofia). Outros atrativos são o Museu da História Regional e o Festival do Vale do Café (que ocorre anualmente), além das belíssimas cachoeiras da região. 
O município é servido pelas rodovias RJ-145 (Rodovia Alberto Santos Dumont), RJ-135, RJ-151 e RJ-115.
Rio das Flores também foi servida por transporte ferroviário entre os anos de 1882 e 1965. Primeiramente, pela Estrada de Ferro Rio das Flores, que no auge da produção cafeeira, era responsável pelo transporte do produto e pelo transporte de passageiros. No ano de 1910, durante as crises econômicas da produção, a linha férrea foi repassada à Estrada de Ferro Central do Brasil, sendo denominada como Ramal de Afonso Arinos e mantendo ligações com a linha principal da ferrovia.  
Após muitos anos de operação, o ramal foi desativado injustificadamente em 1965 e teve os seus trilhos retirados pouco tempo depois. As antigas estações ferroviárias da cidade, no entanto, se encontram preservadas e tombadas como patrimônios locais. 